# Шавши
1. REDIRECT Имерхевцы